# Années 970 av. J.-C.
Les années 970 av. J.-C. couvrent les années de 979 av. J.-C. à 970 av. J.-C.

## Événements

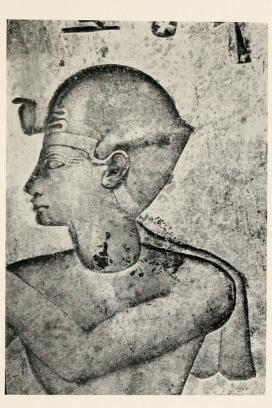
Relief représentant le pharaon Siamon, Memphis.

- 978-959 av. J.-C. : règne du pharaon Siamon. Les opérations extérieures de l’Égypte reprennent, lorsque les Philistins gênent les échanges commerciaux avec le royaume de Salomon (v. 969 av. J.-C.). Des liens particuliers se nouent avec Israël : pour la première fois dans l’histoire de l’Égypte, le pharaon donne une de ses filles en mariage à un prince étranger[1].
- 977-942 av. J.-C. : règne de Nanû-mukîn-apli, roi de Babylone[2]. En Babylonie, les Araméens deviennent hostiles. Ils coupent la capitale de ses faubourgs.